# Szalai Emil
Szalai Emil, 1889-ig Schwarz (Makó, 1874. november 5. – Auschwitzi koncentrációs tábor, 1944. június) magyar ügyvéd, jogi író, műfordító. Szalai Sándor (1912–1983) édesapja.

## Életpályája
Schwarcz Sándor és Stern Flóra (Fáni) fiaként született. 1900-tól Budapesten dolgozott ügyvédként; leginkább a szerzői joggal foglalkozott. Az 1920-as, 1930-as években a Magyar Színpadi Szerzők Egyesületének, a Budapesti Színigazgatók Szövetkezetének, a Filharmóniai Társaságnak volt ügyésze. 1923–1938 között a Jogállam című folyóirat szerkesztője volt. 1944-ben Auschwitzba hurcolták, ahol életét vesztette. A bíróság 1944. május 15-ei dátummal holtnak nyilvánította.
Felesége Glasner Piroska volt, akivel 1908. december 28-án Budapesten, a Ferencvárosban kötött házasságot.
Faludy György Pokolbéli víg napjaim című önéletrajzában is megemlékezik róla, amikor sikeresen járta ki szerzői jogi hohráriumát, amit el is juttatott hozzá Marrakesbe, ahol menekültként tartózkodott.

## Művei
- A magyar szerzői jog magyarázata (Budapest, 1922)
- A berni Únio-Egyezmény magyarázata (Budapest, 1922)
- Előadóművész, gramofonlemez, rádió (Budapest, 1935)

## Műfordításai
- Echegaray: Mariana. Dráma Franklin, Bp., 1896 (Olcsó könyvtár) [10]
- Cervantes: Csodaszínház (1904)
- Echegaray:Az utczai énekeslány. Lírai ötlet; ford. Szalai Emil; Vass, Bp., 1898 (Fővárosi színházak műsora)
- Echegaray: Szent-e vagy őrült. Dráma; Vass, Bp., 1898 (Fővárosi színházak műsora)
- Echegaray: Roberto de Pedrosa. Dráma; Vass-Lampel, Bp., 1898 (Fővárosi színházak műsora)
- Aicard: Lebonnard apó (1905)
- Echegaray: Az utolsó csók (1920)